# Sufflamen bursa
Il pesce balestra boomerang (Sufflamen bursa (Bloch & Schneider, , 1801)), conosciuto comunemente un pesce d'acqua salata appartenente alla famiglia Balistidae.

## Distribuzionee habitat
Questa specie è diffusa nelle barriere coralline dell'Indo-Pacifico, dalle coste orientali africane alle isole Hawaii, Oceania e Giappone compresi.

## Descrizione
Presenta la forma tipica dei Balistidi, mentre la livrea degli adulti prevede testa grigio-azzurra, dorso e fianchi dello stesso colore ma con una sfumatura gialla e delle striature sottili orizzontali, il ventre bianco o molto chiaro, diviso dai fianchi da una linea bianca. L'occhio e l'opercolo branchiale sono decorati da due segni neri a forma di boomerang, da cui il nome. La livrea giovanile vede un colorito più chiaro e identico agli adulti, ad eccezione delle decorazioni a boomerang, che sono di un giallo vivo. 

Raggiunge una lunghezza massima di 25 cm circa.

## Riproduzione
Come per gli altri pesci della famiglia, ha fecondazione esterna.

## Alimentazione
Ha dieta onnivora: si nutre di alghe e detriti vegetali ma anche e soprattutto di molluschi, crostacei, vermi e uova di pesce.

## Pesca
Nei luoghi d'origine è occasionalmente pescato a scopo alimentare.

## Acquariofilia
Sufflamen bursa è commerciato per l'allevamento in acquario.